# Buluan
Buluan is een gemeente in de Filipijnse provincie Maguindanao op het eiland Mindanao. Bij de laatste census in 2007 had de gemeente ruim 32 duizend inwoners.

## Geschiedenis
De gemeente Buluan werd eind 2006 wat kleiner door de afsplitsing van acht barangays naar de nieuwe ontstane gemeente Mangudadatu.

## Geografie

### Bestuurlijke indeling
Buluan is onderverdeeld in de volgende 7 barangays:
| - Digal - Lower Siling - Maslabeng - Poblacion - Popol - Talitay - Upper Siling |

## Demografie
Buluan had bij de census van 2007 een inwoneraantal van 32.310 mensen. Dit zijn 18.788 mensen (36,8%) minder dan bij de vorige census van 2000. De gemiddelde jaarlijkse groei komt daarmee uit op -6,13%, hetgeen door het kleiner worden van de gemeente geheel afwijkt van het landelijk jaarlijks gemiddelde over deze periode (2,04%). Vergeleken met de census van 1995 is het aantal mensen met 6.385 (16,5%) afgenomen.

De bevolkingsdichtheid van Buluan was ten tijde van de laatste census, met 32.310 inwoners op 699,5 km², 46,2 mensen per km².